# ۲-کلرواتانول
۲-کلرواتانول (به انگلیسی: 2-Chloroethanol) با فرمول شیمیایی C۲H۵ClO یک ترکیب شیمیایی است. که جرم مولی آن ۸۰٫۵۲ g/mol می‌باشد. 